# Риттнер, Хорст
Хорст Роберт Риттнер (нем. Horst Rittner; 16 июля 1930, Бреслау (ныне Вроцлав) — 14 июня 2021) — немецкий гроссмейстер ИКЧФ. Шестой чемпион мира среди мужчин в игре в заочные шахматы (1968—1971).

## Биография
Банковский работник, один из сильнейших шахматистов, основанной в 1954 в Берлине Федерации шахмат ГДР . В начале 1960-х годов был тренером в Берлине, затем с 1965 по 1991 редактировал шахматный журнал «Schach». Был трижды чемпионом Германии.
С 1961 по 1991 — вице-президент Международной федерации шахматной игры по переписке (ИКЧФ), возглавлял квалификационную комиссию.
За заслуги в развитии заочных шахмат в 1979 году ему присвоено звание почётного члена ИКЧФ.